# 小京庄乡
小京庄乡，是中华人民共和国山西省大同市左云县下辖的一个乡镇级行政单位。

## 行政区划
小京庄乡下辖以下地区：
小京庄村、李顶窑村、西碾头村、屯军庄村、东碾头村、李石匠村、马力寨村、许官屯村、上泥河村、麻黄头村、南红崖村、东古城村、大西庄村、王冒庄村、韦家堡村、孟家堡村、小堡子村、下泥河村、酸茨河村、树儿里村、降家村、柴家村、毛官屯村、高家窑村、周大庄村、英格寨村、黄家山村、前坪村、李家窑村、羊圈头村、安儿沟村、挂里窑村、向阳寨村和太堡寨村。